# Þrymr

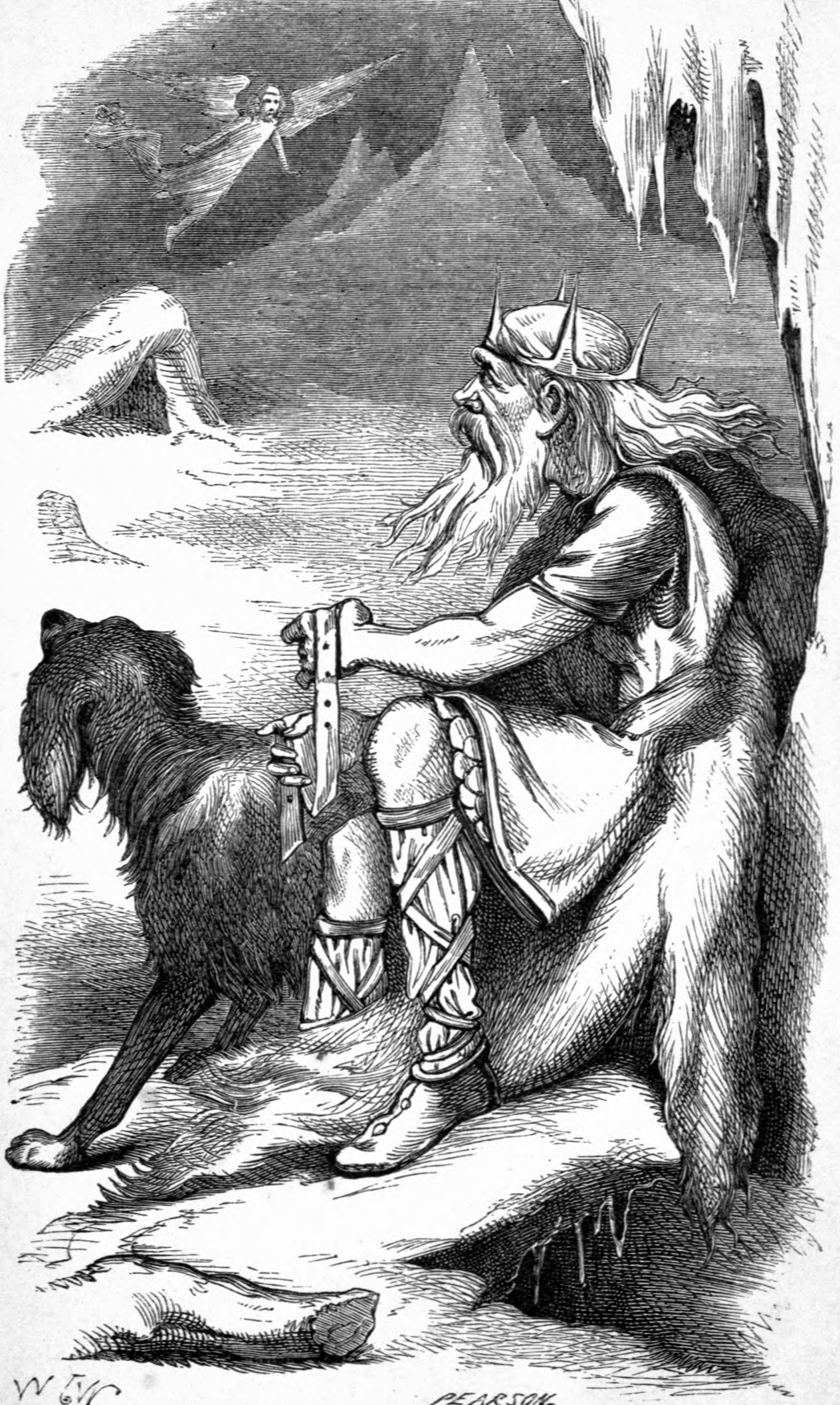
Loki vliegt naar Jötunheimr, waar Thrym met zijn hond zit, Wonderful Stories from Northern Lands, George Pearson, 1871

Þrymr of Thrymr was de koning van de rijp- of ijsreuzen in de Noordse mythologie, een Jötun.
De naam Þrymr is Oudnoords en betekent „Lawaai“ of "Rumoer". De uitspraak is ongeveer [θrymr ̩]. Varianten van de naam zijn Thrymr en Thrym.

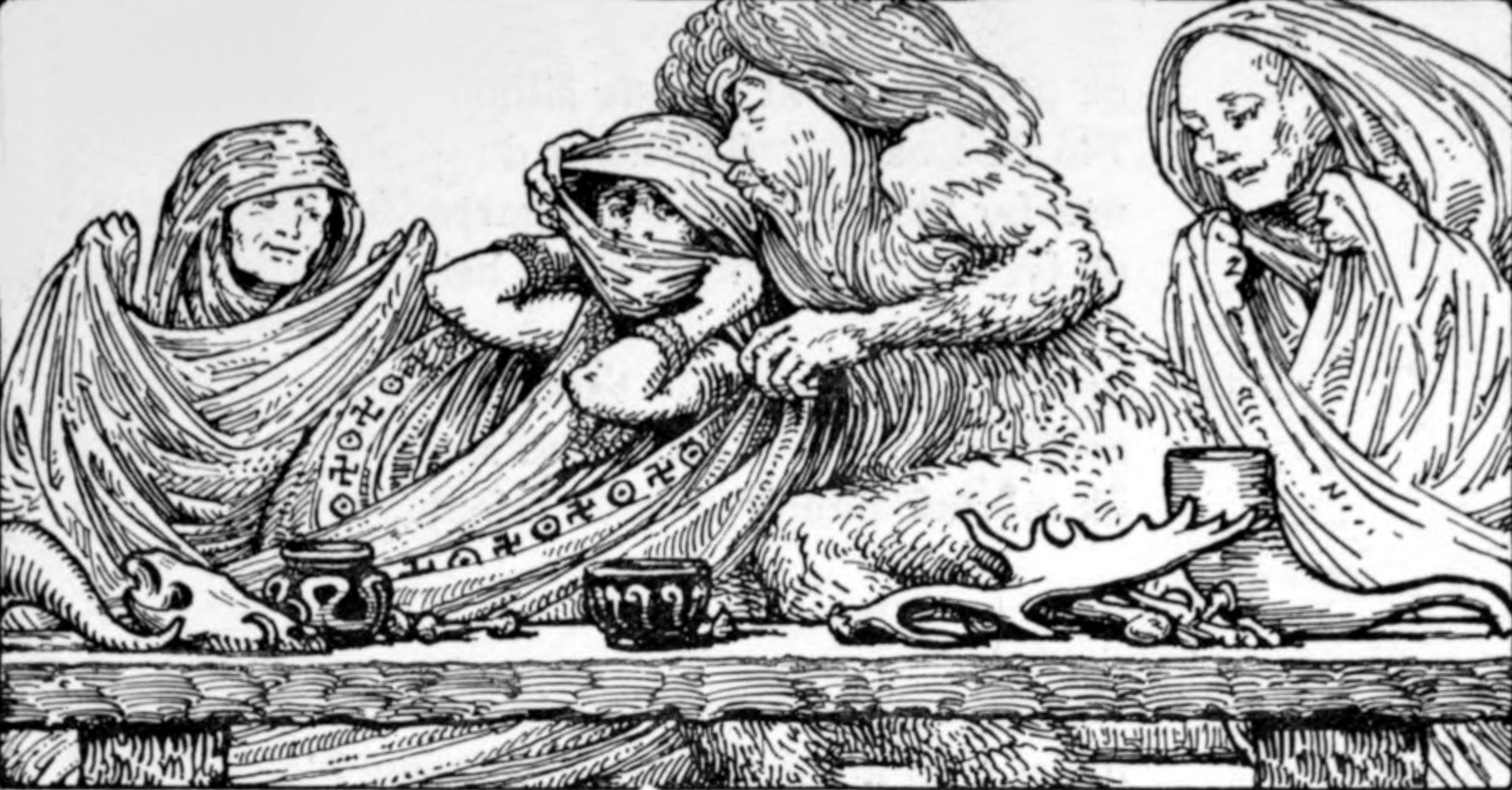
Þrymr's huwelijksfeest, Thor en Loki zijn verkleed als vrouw, The Elder or Poetic Edda; commonly known as Sæmund's Edda, W.G. Collingwood, 1908

De ijsreuzen waren de aartsvijanden van de Noordse goden, net zoals de bergreuzen en de vuurreuzen, alleen de ijsreuzen hadden een hoger niveau van beschaving dan hun soortgenoten. Þrymr wist op een dag de Hamer van Thor, Mjöllnir, te bemachtigen. Dit was een ramp omdat dit heilige wapen nodig was in de strijd tegen bovengenoemde reuzen en ook in Ragnarok zou Thor dit wapen hanteren.
Het was Loki, en niet Heimdall zoals sommige mensen beweren, die een list bedacht waarbij Thor verkleed als Freya een avondmaal bij de ijsreuzen bijwoonde. Toen Þrymr en de andere ijsreuzen eenmaal beneveld waren, vroeg Thor, nog steeds in de gedaante van Freya of hij de Godenhamer misschien zou mogen zien. Hij greep het wapen en onthulde zijn ware gedaante: Alle ijsreuzen werden die avond vernietigd, zelfs de meid die bij het avondmaal om een aalmoes gevraagd had.